# Пескивицы
Пескивицы — деревня в Псковском районе Псковской области. Входит в состав Серёдкинской волости. 
Расположена в 3 км от северного побережья Псковского озера, в 77 км к северо-западу от Пскова и в 17 км к западу от села Серёдка, севернее деревни Теребище.
Численность населения деревни по состоянию на 2000 год составляла 6 человек.
До 28 февраля 2005 года деревня входила в состав ныне упразднённой Теребищенской волости.

## Топографические карты
- Лист карты O-35-XVI Пылва. Масштаб: 1 : 200 000. Издание 1980 г.